# Lates angustifrons
Lates angustifrons es una especie de pez del género Lates, familia Latidae, orden Perciformes. Fue descrita científicamente por Boulenger en 1906.
Es una especie inofensiva para el ser humano y comercializada en pesquerías. Se alimenta de cíclidos bentónicos y sardinas.

## Descripción
La longitud estándar es de 200 centímetros. Puede alcanzar un peso máximo de 100 kilogramos.

## Distribución y hábitat
Se distribuye por África: ampliamente distribuida en el lago Tanganica y presente en el río Malagarasi. Habita en afluentes y zonas costeras.